# Martelpaal

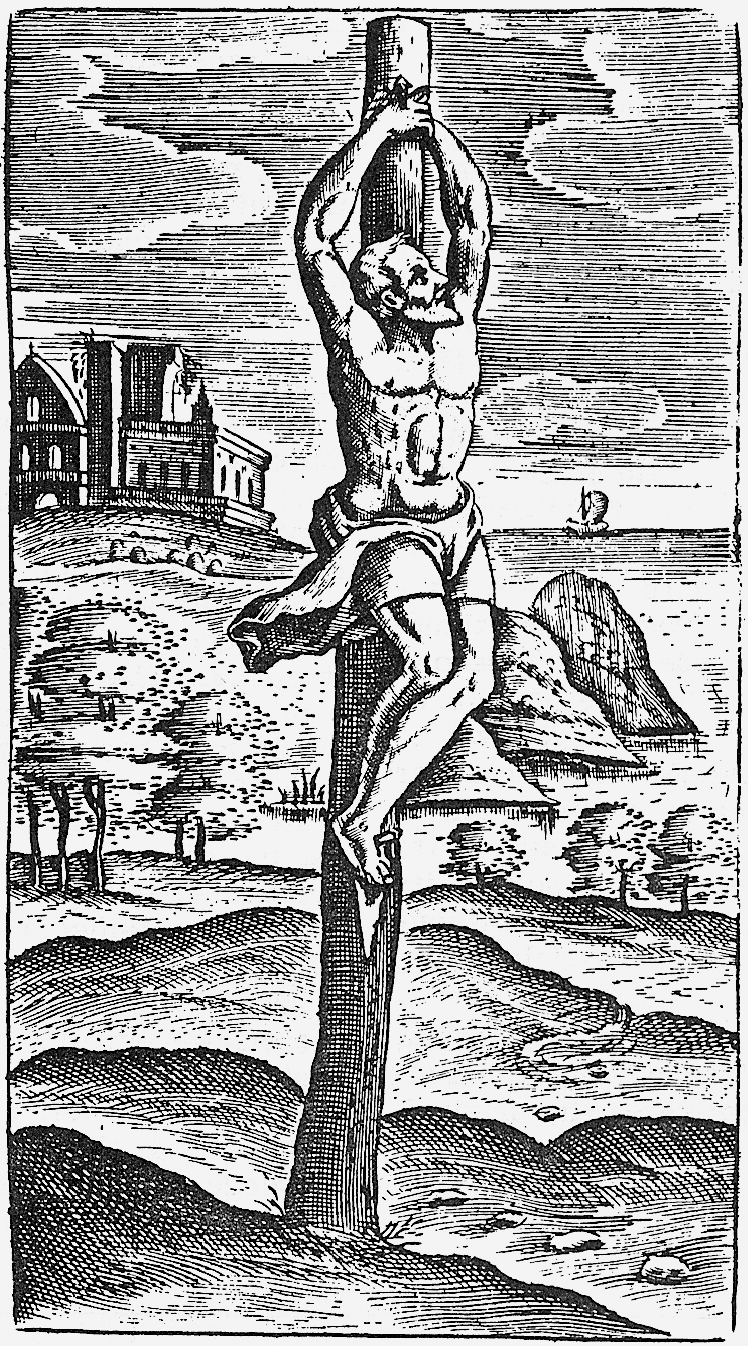
Tekening door Justus Lipsius: Crux simplex ad affixionem

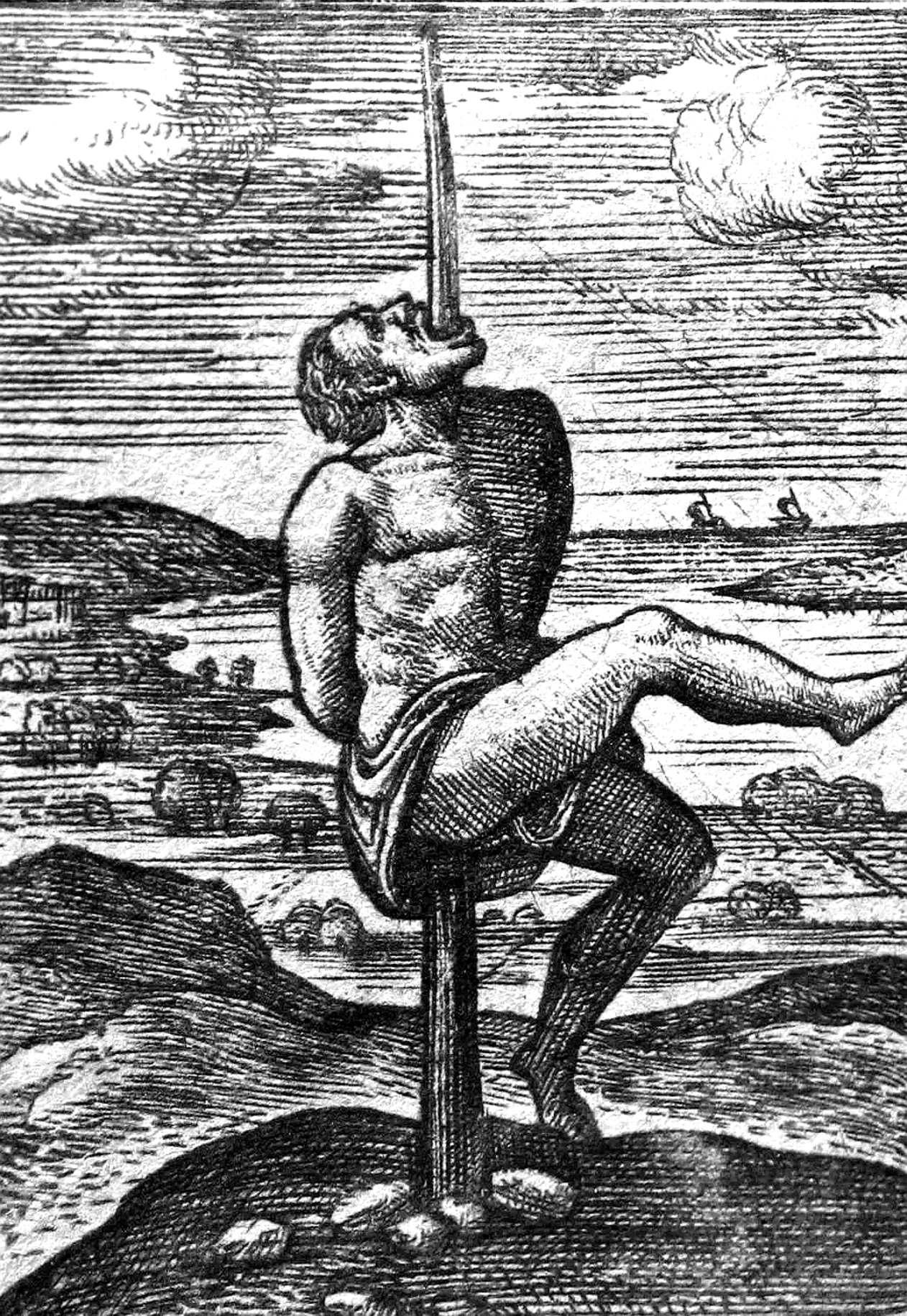
Tekening door Justus Lipsius: Crux simplex ad infixionem

Een martelpaal was een martelwerktuig.

## Romeinse Rijk
In het Romeinse Rijk werd een martelpaal soms gebruikt bij een kruisiging. De veroordeelde (een politieke of religieuze opstandeling, een piraat of een rechtenloze slaaf) werd vastgebonden of vastgenageld aan een houten paal of boomstam en bleef hangen totdat de dood erop volgde. Soms werd de veroordeelde ook ondersteboven aan de paal bevestigd.
De Latijnse term crux simplex werd door Justus Lipsius (1547–1606) geïntroduceerd. Hij maakte een onderscheid tussen een paal waaraan iemand werd gehangen (crux simplex ad affixionem) en een paal waarop of waarmee iemand werd gespietst (crux simplex ad infixionem).
In andere gevallen werden veroordeelden eerst aan een paal vastgebonden en gemarteld. Daarna werden ze losgemaakt en op verschillende manieren geëxecuteerd. Volgens één overlevering is dit wat met de heilige Sebastiaan is gebeurd. Vandaar dat hij vaak wordt afgebeeld voor een paal, boom of pilaar.

## Indianen
In veel wild-west-verhalen komen passages voor met indianen die dansen om een martelpaal waar een vijand gefolterd en uiteindelijk gedood wordt. Deze praktijk kwam bij een aantal indianenstammen voor. De martelpaal is met zekerheid bekend van Irokezen, Kiowa, Lenni-Lenape en Comanche.
Het waren doorgaans gevangengenomen vijandelijke krijgers die uren- of zelfs dagenlang de gruwelijkste, vernederende folteringen moesten ondergaan; meestal tot de dood erop volgde, hoewel soms het slachtoffer nadien werd vrijgelaten of in de stam werd opgenomen. De martelingen waren gewoonlijk heviger naarmate de vijand gevreesder was. Vermoedelijk waren het in de meeste gevallen de mannen die de martelingen uitvoerden, maar van de Kanienkehaka (Mohawk) is bekend dat het de vrouwen waren die (op wrede wijze, door de betreffende vijand) een familielid hadden verloren in het gevecht, die zich op de veroordeelden mochten uitleven. 
Een deel van de gevangenen kreeg de kans om middels het goed afleggen van een soort spitsroedenloop aan de martelpaal te ontkomen en in de stam te worden opgenomen.

## Trivia
Sinds 1936 geloven Jehova's getuigen dat Jezus aan een rechtopstaande martelpaal werd genageld. Zij beschouwen verering van het kruis met een dwarsbalk als afgodendienst.

## Afbeeldingen

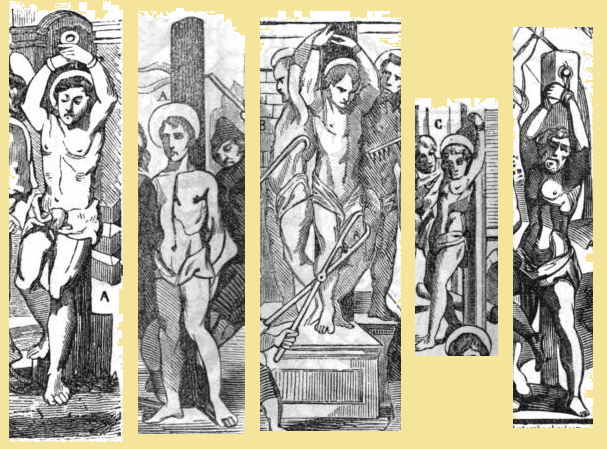
Sommige martelaren werden aan een paal of staak bevestigd en gemarteld voordat ze werden geëxecuteerd
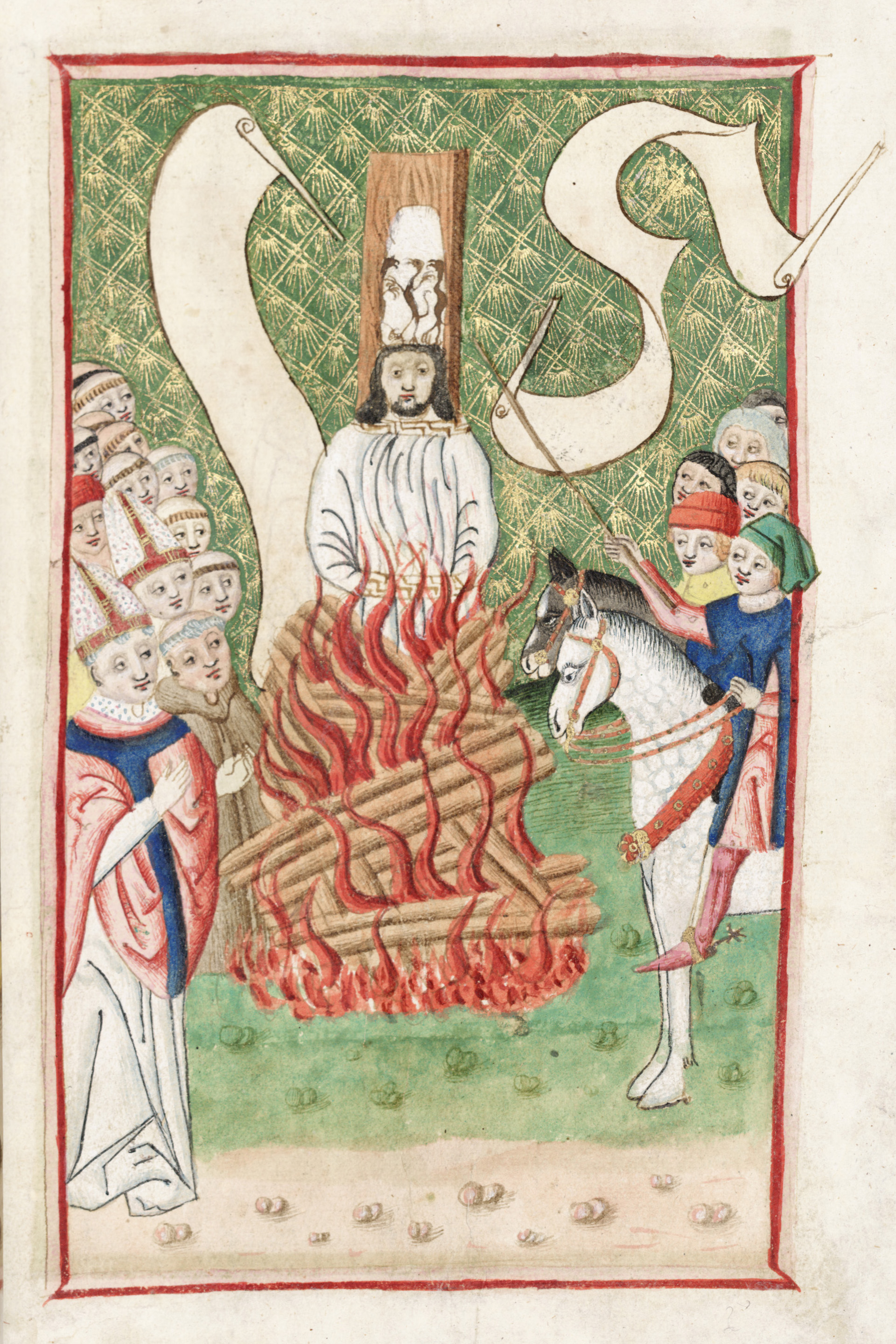
Jan Hus werd aan een paal gebonden en verbrand
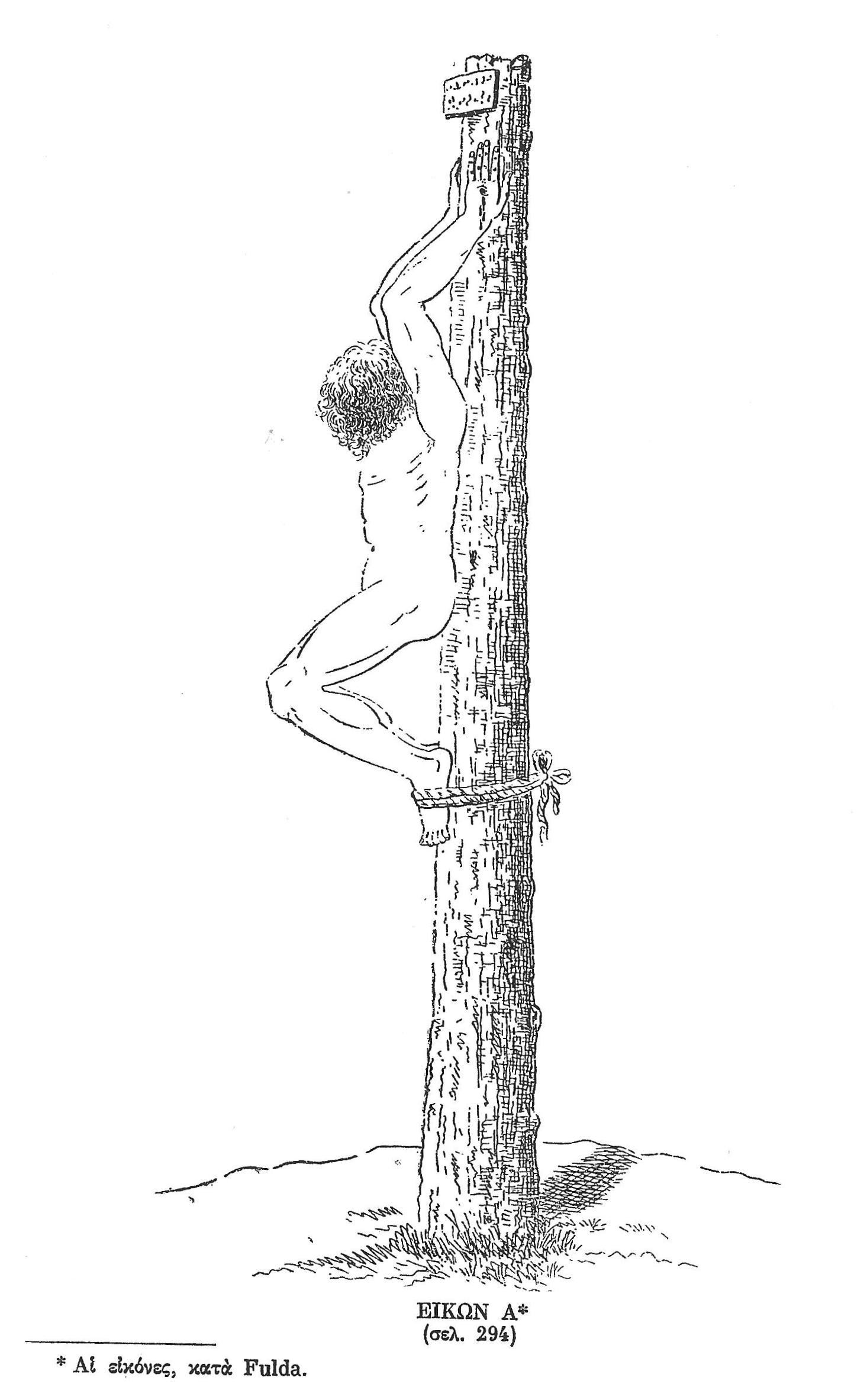
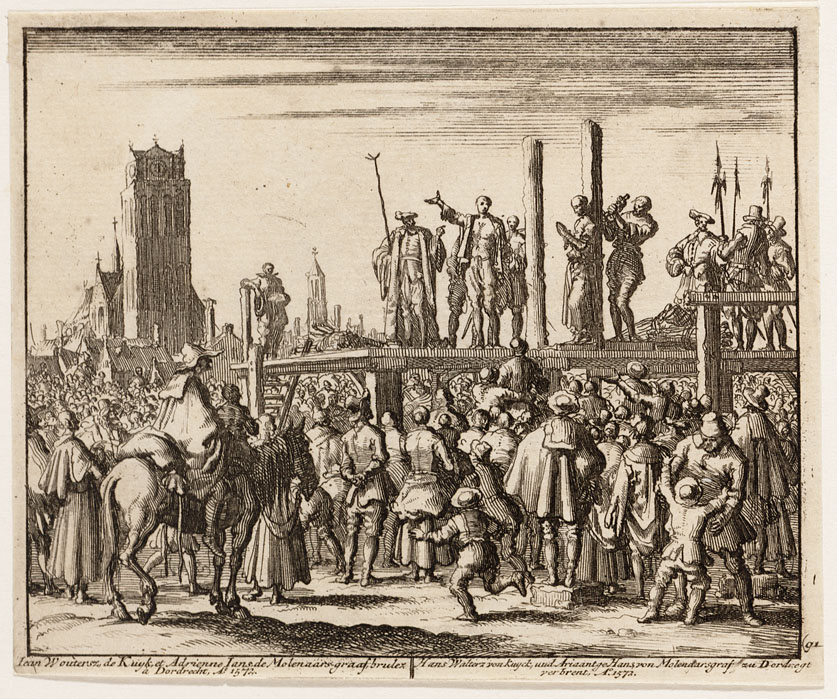